# Le Vagabond (nouvelle)
Pour les articles homonymes, voir Le Vagabond.
 Le Vagabond est une nouvelle de Guy de Maupassant, parue en 1887.

## Historique
Le Vagabond est une nouvelle initialement publiée dans la revue La Nouvelle Revue du 1er janvier 1887, puis dans le recueil Le Horla en mai de la même année.

## Résumé
Après avoir cherché, en vain, du travail dans le centre de la France, Jacques Randel, compagnon charpentier, rentre dans la Manche. Il se fait arrêter une première fois par les gendarmes pour vagabondage.

## Éditions
- 1887 - Le Vagabond, dans La Nouvelle Revue du 1er janvier 1887
- 1887 - Le Vagabond, dans La Vie populaire du 24 juillet 1887
- 1887 - Le Vagabond, dans Le Horla recueil paru chez l'éditeur Paul Ollendorff.
- 1979 - Le Vagabond, dans Maupassant, Contes et Nouvelles, tome II, texte établi et annoté par Louis Forestier, éditions Gallimard, Bibliothèque de la Pléiade.